# Pichling bei Stainz
Pichling bei Stainz ist eine Ortschaft in der Marktgemeinde Stainz in der Steiermark.
Die Ortschaft Pichling, die neben dem Dorf selbst auch aus den Rotten Kleinpichling, Pösneurath, Rutzendorf und Sechterberg besteht, liegt auf einem Riedel des Weststeirischen Riedellandes. Durch den Ort verläuft die von Lieboch kommende Radlpass Straße B 76.